# Shahrak-e Shahid Sharafat
Shahrak-e Shahid Sharafat (farsi شهرك شهيد شرافت) è una città dello shahrestān di Shushtar, circoscrizione Centrale, nella provincia del Khūzestān. Aveva, nel 2006, una popolazione di 9.185 abitanti.